# 대릴 해나
대릴 해나(Daryl Hannah, 1960년 12월 3일 ~ )는 미국의 배우이다.

## 출연 작품

### 영화
- 분노의 악령 (1978)
- 블레이드 러너 (1982)
- 스플래시 (1984)
- 레크레스 (1984)
- 그리니치의 건달들 (1984)
- 에이라의 전설 (1986)
- 리갈 이글 (1986)
- 록산느 (1987)
- 월 스트리트 (1987)
- 철목련 (1989)
- 범죄와 비행 (1989)
- 크레이지 피플 (1990)
- 엣 플레이 인 더 필즈 오브 더 로드 (1991)
- 투명 인간의 사랑 (1992)
- 데드 캠핑 (1993)
- 그럼피 올드 맨 (1993)
- 그럼피어 올드 맨 (1995)
- 투 머치 (1996)
- 프랭키 더 플라이 (1996)
- 아담스 패밀리 3 (1998)
- 진저브레드 맨 (1998)
- 화성인 마틴 (1999)
- 워크 투 리멤버 (2002)
- 하드 캐쉬 (2002)
- 킬 빌 (2003)
- 킬 빌 2 (2004)
- 아이 앰 마이클 (2015)
- 히트맨 인 런던 (2015)

### 텔레비전
- 하와이 파이브-0 (2013-14)
- 센스8 (2015-18)